# Callogorgia modesta
Callogorgia modesta är en korallart som först beskrevs av Studer 1879.  Callogorgia modesta ingår i släktet Callogorgia och familjen Primnoidae. Inga underarter finns listade i Catalogue of Life.